# Psiloderces dicellocerus
Psiloderces dicellocerus is een spinnensoort uit de familie Psilodercidae. De wetenschappelijke naam van de soort werd voor het eerst geldig gepubliceerd in 2014 door Li, Li en Jäger.